# معركة مرجعيون (1941)
وقعت معركة مرجعيون خلال الحملة السورية اللبنانية إبان الحرب العالمية الثانية في الفترة من 19 إلى 24 يونيو 1941 بين قوات فيشي الفرنسية وقوات الحلفاء ذات الأغلبية الأسترالية في بلدة مرجعيون اللبنانية وبالقرب منها.

## بداية القتال
دخلت القوات الأسترالية المتقدمة من انتدابية فلسطين البريطانية مرجعيون في 11 يونيو 1941 في مواجهة مدافعين سيئي التجهيز، وبعد ذلك تحول أغلب اللواء 25 الأسترالي شمالاً لمهاجمة جزين، وترك قوة صغيرة متمركزة حول الكتيبة 2/33 للاحتفاظ بمرجعيون. اضطرت هذه الحامية إلى الانسحاب جنوباً في 15 يونيو، بعد هجوم مضاد قوي لقوات فيشي الفرنسية. لكن نجحت قوات الحلفاء في المعركة التي تلت ذلك، في الدفاع عن الممر المؤدي إلى فلسطين، واستعادت السيطرة على المدينة في وقت مبكر من يوم 24 يونيو. وعُززت الفرقة الأسترالية السابعة - بقيادة اللواء آرثر «توبي» ألين - بوحدات من الفرقة الأسترالية السادسة.
أعلن المكتب الإعلامي الفرنسي التابع لحكومة فيشي في 20 يونيو: «بالأمس حاول البريطانيون مهاجمة دمشق ومرجعيون في لبنان دون جدوى. وتقدمت القوات الهندية والبريطانية في المنطقة الواقعة جنوب وجنوب شرق دمشق، لكننا نجحنا في صدهم في هجمات مضادة شنتها وحداتنا المدرعة وأخذنا 400 أسير. بعد ظهر أمس، صدت قواتنا هجوماً للعدو في المنطقة الجبلية بجنوب لبنان. وأخذنا 80 أسيراً في هذه العملية. فيما واصل الأسطول البريطاني قصف مواقعنا على طول الساحل».
كانت الكتيبة 2/3 من الفرقة السادسة جزءاً من الرتل الذي أُرسل لتعزيز عناصر مجموعة لواء المشاة الهندي الخامس التي عُزلت وطُوقت في المزة، أحد الأحياء الغربية لدمشق، عقب معركة دمشق. والتي اقتحمت بشجاعة الأرض المرتفعة بالقرب من المزة، ولكن لم يتمكن الرتل من شق طريقه إلى المزة، على الرغم من جهوده، إلا بعد ساعات قليلة من هزيمة المدافعين الحلفاء، بسبب نفاد الذخيرة والبقاء دون طعام طوال الخمسين ساعة الماضية.
كان الفوج الميداني الأسترالي 2/5 أيضاً جزءاً من رتل الإغاثة. اشتبك الملازم آرثر رودن كاتلر (السير رودن لاحقاً) مراراً مع دبابات العدو ومشاته ومضادات الدبابات التابعة له، ومضادات الدبابات للعدو، ومواقع أسلحته الرشاشة باستخدام مدافع 26 رطل الميدانية [الإنجليزية]، أو بنادق بويز المضادة للدبابات، أو رشاشات برن، أو بنادق 303. وقد خسر ساقه لاحقاً خلال معركة الدامور، لكنه حصل على وسام صليب فيكتوريا لأفعاله في كل من مرجعيون والدامور. ويعتبر كاتلر هو المدفعجي الأسترالي الوحيد الذي حصل على وسام صليب فيكتوريا.

## تبعاتها
أعلنت حكومة فيشي الفرنسية في بيان في 29 يونيو: «قصف الأسطول البريطاني مواقعنا الساحلية في الشرق الأوسط. لقد أخلينا العديد من قواعدنا في جبال جنوب لبنان تحت غطاء نيران المدفعية التي ألحقت خسائر فادحة بالمعتدين. لقد تدخلت قواتنا الجوية، بدعم من الطائرات البحرية، مراراً وتكراراً في القتال البري، وخاصة حول تدمر (سوريا). سقط عقيد بريطاني و40 رجلاً في الأسر».
أعلن مقر الفريق هنري ميتلاند ويلسون (قائد قوات الحلفاء في لبنان وسوريا) في 30 يونيو: «إن هجوم الحلفاء على حمص (سوريا) يحقق تقدماً كبيراً. وقد أسقط سرب أسترالي يحلق بطائرات أمريكية الطراز تشكيلاً من ست قاذفات قنابل من طراز غلين مارتين تابعة لفيشي الفرنسية في قتال جوي. وعاد الأستراليون دون خسائر من جانبهم».